# 谷塚コリーナ
谷塚コリーナ（やつかコリーナ、英語: Yatsuka Corina）、正式名称谷塚コリーナライオンズタワー（やつかコリーナライオンズタワー、英語: Yatsuka Corina Lions Tower）は、埼玉県草加市に所在する超高層ビル。

## 概要
谷塚駅東口の再開発事業、谷塚駅東口地区第一種市街地再開発事業として建設された。下層階には商業施設が入居し、上層階は「ライオンズタワー谷塚」として分譲された。同時に駅前広場も整備された。埼玉県内で初めて組合施行による民間活力導入型の再開発が行われた事例であった。また、市内では初めての超高層建築物であった。

## 沿革
- 1983年（昭和58年）10月 - 都市計画決定。
- 1984年（昭和59年）5月組合設立認可。
- 1989年（平成元年）12月 - 権利変換計画認可。
- 1992年（平成4年）12月 - 竣工。

## アクセス
- 東武伊勢崎線（東武スカイツリーライン）谷塚駅徒歩1分